# Andrzej Weroński
Andrzej Wawrzyniec Weroński (ur. 21 kwietnia 1938 w Ostrowcu Świętokrzyskim) – profesor nauk technicznych, naukowiec, specjalista w dziedzinie inżynierii materiałowej i technologii obróbki metali.

## Życiorys
Przez ponad 16 lat pracował w przemyśle przetwórczym i budowy maszyn, związany z Hutą Ostrowiec, gdzie zdobywał doświadczenie w zakresie wdrażania innowacyjnych technologii. Studiował w Politechnice Warszawskiej, w 1971 doktoryzował się, w 1977 habilitował się. W 1984 uzyskał tytuł profesora nauk technicznych. Pracował na Politechnice Lubelskiej.

## Osiągnięcia naukowe i techniczne
Był autorem i współtwórcą wielu nowatorskich rozwiązań technologicznych, często wdrażanych po raz pierwszy w Polsce. Do jego najważniejszych osiągnięć należą:
- Współudział w uruchomieniu i wdrożeniu produkcji transportera SKOT,
- Opracowanie technologii hartowania powierzchniowego elementów obrotowych,
- Wdrożenie technologii chromowania dyfuzyjnego,
- Rozwój metod produkcji rur o dużej długości metodą odśrodkową,
- Projektowanie technologii wytwarzania dużych cylindrów do zapór wodnych,
- Ulepszanie konstrukcji wirników turbin, walców, suwnic i urządzeń dźwigowych.

Jego dorobek obejmuje także szeroki zakres działalności naukowej i wdrożeniowej, co potwierdza:
- 112 wzorów użytkowych i patentów zarejestrowanych w Urzędzie Patentowym,
- 150 artykułów i publikacji naukowo-technicznych,
- 12 książek i skryptów,
- Zespołowa II Nagroda Ministra Przemysłu za innowacje w zakresie wymienników ciepła,
- Międzynarodowe uznanie za książkę "Thermal Fatigue of Metals", wydaną w Nowym Jorku i wyróżnioną Nagrodą Ministra (MEN).

Profesor Weroński pełnił funkcje recenzenta:
- Ponad 20 rozpraw doktorskich,
- 5 prac habilitacyjnych,
- 6 wniosków o nadanie tytułu profesora nauk technicznych.

Był również recenzentem książek naukowych dla czołowych wydawnictw centralnych, a także projektów badawczych składanych w konkursach naukowych.

## Działalność akademicka i dydaktyczna
Profesor Weroński był cenionym wykładowcą i promotorem badań naukowych. W latach 1978-1982 pełnił funkcję Dyrektora Instytutu Technologii i Eksploatacji Maszyn, a w latach 1982-1984 był Rektorem Politechniki Lubelskiej. W okresie 1996-1999 sprawował funkcję Dziekana Wydziału Mechanicznego, który jako pierwszy na uczelni uzyskał uprawnienia do nadawania stopnia doktora habilitowanego.
Pod jego kierunkiem powstało kilkadziesiąt prac naukowych i wdrożeniowych, zastosowanych w przemyśle. Był promotorem 6 doktoratów, z czego dwa uzyskały wyróżnienie. Obszar jego badań koncentrował się na powiązaniach między strukturą a właściwościami mechanicznymi materiałów, zmęczeniem cieplnym i inżynierii warstw powierzchniowych. 
Był recenzentem ponad 20 prac doktorskich, 5 habilitacyjnych, 6 wniosków profesorskich oraz licznych książek i projektów badawczych. Kierował 7 projektami badawczymi finansowanymi przez MNiSW.

## Nagrody i członkostwa w instytucjach naukowych
- Członek zwyczajny Lubelskiego Towarzystwa Naukowego (LTN)[5].
- Członek zwyczajny Sekcji Podstaw Technologii KBM PAN (trzy kadencje)[5].
- Członek zwyczajny XII Komisji Oddziału PAN w Lublinie[5].
- Laureat trzech Nagród Ministrów, nagród Rektora Politechniki Lubelskiej oraz odznaczeń państwowych i regionalnych[5].
- Wydał pierwszą w Polsce książkę na temat zmęczenia cieplnego metali – "Zmęczenie cieplne metali", wydaną przez WNT w Warszawie, która została nagrodzona przez Ministra[3].

## Odznaczenia
- Krzyż Oficerski Orderu Odrodzenia Polski (2003)[6]
- Krzyż Kawalerski Orderu Odrodzenia Polski (1998)[7]